# Уфен-Туцзяський автономний повіт
30°12′07″ пн. ш. 110°40′11″ сх. д. / 30.20188° пн. ш. 110.66982° сх. д.
Уфен-Туцзяський автономний повіт (кит. 五峰土家族自治县, пін. Wŭfēng Tŭjiāzú Zìzhìxiàn) — один із повітів КНР у складі префектури Їчан, провінція Хубей. Адміністративний центр — містечко Юйянгуань.

## Географія
Уфен-Туцзяський автономний повіт лежить на південному заході префектури.

### Клімат
Повіт знаходиться у зоні, котра характеризується вологим субтропічним кліматом. Найтепліший місяць — липень із середньою температурою 25 °C. Найхолодніший місяць — січень, із середньою температурою 3,7 °С.
| Клімат повіту Уфен-Туцзя | Клімат повіту Уфен-Туцзя | Клімат повіту Уфен-Туцзя | Клімат повіту Уфен-Туцзя | Клімат повіту Уфен-Туцзя | Клімат повіту Уфен-Туцзя | Клімат повіту Уфен-Туцзя | Клімат повіту Уфен-Туцзя | Клімат повіту Уфен-Туцзя | Клімат повіту Уфен-Туцзя | Клімат повіту Уфен-Туцзя | Клімат повіту Уфен-Туцзя | Клімат повіту Уфен-Туцзя | Клімат повіту Уфен-Туцзя |
| Показник                 | Січ.                     | Лют.                     | Бер.                     | Квіт.                    | Трав.                    | Черв.                    | Лип.                     | Серп.                    | Вер.                     | Жовт.                    | Лист.                    | Груд.                    | Рік                      |
| Середній максимум, °C    | 8,7                      | 11,3                     | 16,3                     | 22                       | 25,7                     | 28,8                     | 31,2                     | 31,1                     | 27,5                     | 21,6                     | 16,5                     | 10,9                     | 21                       |
| Середня температура, °C  | 3,7                      | 6                        | 9,9                      | 15,1                     | 19,2                     | 22,5                     | 25                       | 24,4                     | 20,9                     | 15,6                     | 10,5                     | 5,6                      | 14,9                     |
| Середній мінімум, °C     | 0,5                      | 2,5                      | 5,7                      | 10,6                     | 14,8                     | 18,3                     | 21,2                     | 20,5                     | 16,8                     | 12                       | 6,8                      | 2,2                      | 11                       |
| Норма опадів, мм         | 26.2                     | 42                       | 65.2                     | 124.9                    | 182.4                    | 187.4                    | 260.5                    | 179.7                    | 106.0                    | 100.1                    | 58.3                     | 21.7                     | 1354.4                   |
| Вологість повітря, %     | 75                       | 74                       | 73                       | 75                       | 78                       | 80                       | 82                       | 80                       | 78                       | 80                       | 78                       | 75                       | 77.3                     |
| ------------------------ | ------------------------ | ------------------------ | ------------------------ | ------------------------ | ------------------------ | ------------------------ | ------------------------ | ------------------------ | ------------------------ | ------------------------ | ------------------------ | ------------------------ | ------------------------ |
| Джерело: data.cma.cn     |                          |                          |                          |                          |                          |                          |                          |                          |                          |                          |                          |                          |                          |